# Annuliconchidae
Annuliconchidae zijn een uitgestorven familie van tweekleppigen uit de orde Pectinida.